# 帕納西亞 (佛羅里達州)
帕納西亞（英語：Panacea）是位於美國佛羅里達州沃庫拉縣的一個人口普查指定地區。

## 地理
帕納西亞的座標為30°01′53″N 84°23′37″W / 30.03139°N 84.39361°W，而該地最高點為海拔高度2米（即7英尺）。

## 人口
根據2010年美國人口普查的數據，帕納西亞的面積為4.20平方千米，均爲陸地。當地共有人口816人，而人口密度為每平方千米194人。